# 皮拉伊
皮拉伊是巴西里约热内卢州的一个市镇。总面积505.466平方公里，总人口26114人，人口密度51.7人/平方公里。